# لا فاييت (فرقاطة)
الفرقاطة من فئة لا فاييت (المعروفة أيضا باسم FL-3000 لـ "Frégate Légère de 3,000 tonnes"، أو FLF لـ Frégate Légère Furtive) هي فرقاطة للأغراض العامة، بنتها نافال جروب وتشغلها البحرية الوطنية الفرنسية. كما توجد طرازات أخرى مشتقة تعمل في الخدمة في المملكة العربية السعودية (القوات البحرية الملكية السعودية) وسنغافورة (بحرية جمهورية سنغافورة) وتايوان (بحرية جمهورية الصين).

### الشبح

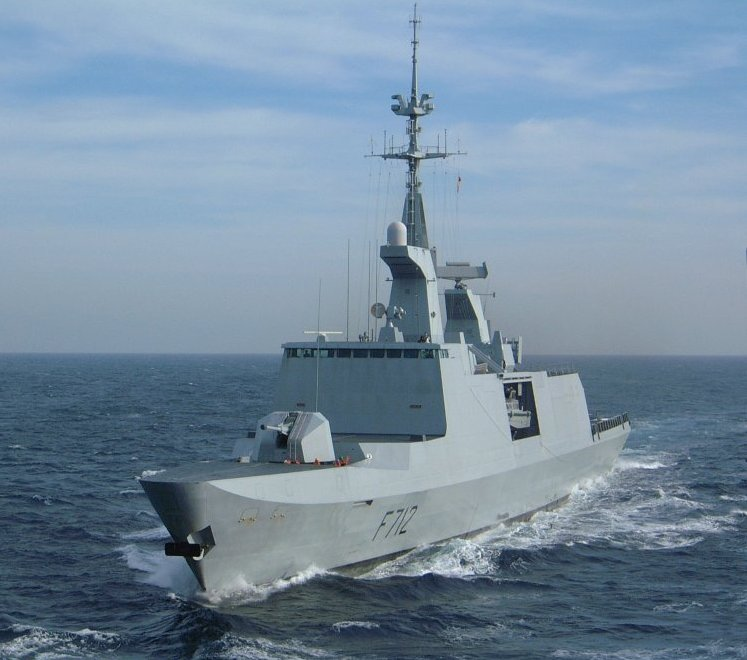
فرقاطة لا فاييت توفر برج بتصميم إنسيابي

### البناء

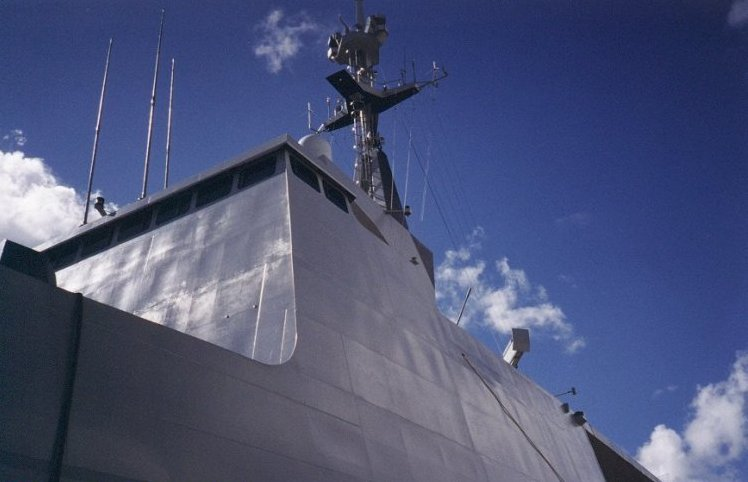
اندماج برج الفرقاطة مع بدن السفينة

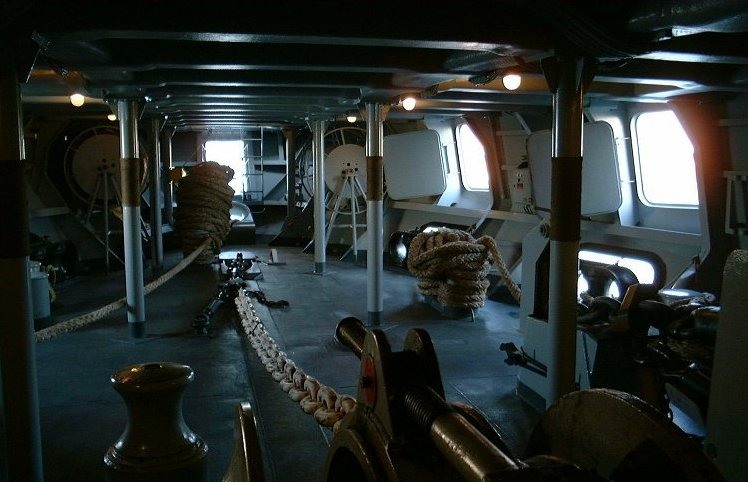
تصميم الفرقاطة يقلل من بصمتها على الرادار

## النسخة الفرنسية

### سفن
| فئة لا فاييت |           |             |             |               |                |                   |
| الرقم        | السفينة   | الباني      | بدأ التصنيع | أطلقت         | دخلت الخدمة    | الحالة            |
| F 710        | لا فاييت  | DCN Lorient |             | 13 يونيو 1992 | 22 مارس 1996   | في الخدمة الفعلية |
| F 711        | Surcouf   | DCN Lorient |             | 3 يوليو 1993  | 7 فبراير 1997  | في الخدمة الفعلية |
| F 712        | كوربيه    | DCN Lorient |             | 12 مارس 1994  | 1 أبريل 1997   | في الخدمة الفعلية |
| F 713        | Aconit    | DCN Lorient |             | 8 يونيو 1997  | 3 يونيو 1999   | في الخدمة الفعلية |
| F 714        | Guépratte | DCN Lorient |             | 3 مارس 1999   | 27 أكتوبر 2001 | في الخدمة الفعلية |

## تصدير

### فئةالرياضالمملكة العربية السعودية

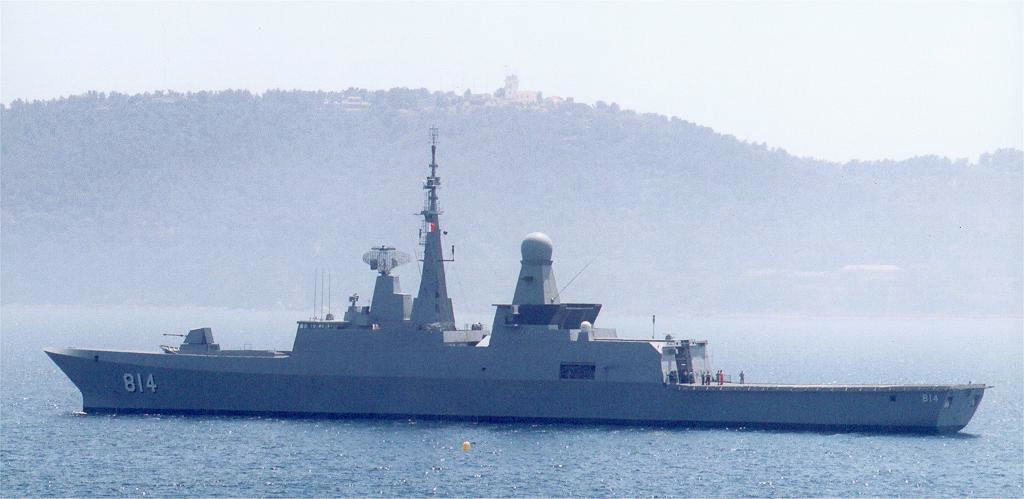
الفرقاطة السعودية مكة

سفن فئة الرياض الثلاثة، هي النسخة الممتدة والمضادة للطائرات من فئة لا فاييت الفرنسية، وازاحة حوالي 4700 طن وبطول يصل إلى 133متر.
أنظمة السفينة القتالية تم إنتاجها بواسطة «آرمز» (Armaris) (وهي مشروع مشترك بين دي سي إن (DCN) / تاليس) وسلحت مع 15 صاروخا من نوع أستر. صواريخ أستر تستخدم «قاذفات سيلفير» التي تصنعها دي سي إن (DCN). كما هو الحال مع سفن الفئة لا فاييت فأن سلاح الهجوم الأساسي هي صواريخ اكسوسيت مضاد سطح. وهناك أيضا أربعة أنابيب طوربيد 533-مليمتر (21.0 بوصة) في الخلف. كما أن السفينة مسلحة بطوربيدات (DCNS F17) مضادة لغواصات الوزن الثقيل.
السفن قادرة على الإبحار بسرعة قصوى تصل إلى 24.5 عقدة (45.4 كم/س؛ 28.2 ميل/س) مع مدى أقصى يبلغ 7,000 ميل بحري (13,000 كـم؛ 8,100 ميل).
| فئة الرياض |         |             |             |       |             |                   |
| الرقم      | السفينة | الباني      | بدأ التصنيع | أطلقت | دخلت الخدمة | الحالة            |
| 812        | الرياض  | DCN Lorient |             |       | 2002        | في الخدمة الفعلية |
| 814        | مكة     | DCN Lorient |             |       | 2004        | في الخدمة الفعلية |
| 816        | الدمام  | DCN Lorient |             |       | 2004        | في الخدمة الفعلية |

## وصلات خارجية
- Frégate La Fayette نسخة محفوظة 13 مايو 2020 على موقع واي باك مشين. on the site of the وزارة القوات المسلحة (بالفرنسية)
- NetMarine.net (بالفرنسية)
- Alabordache.com French Frigate La Fayette on Alabordache.com (بالفرنسية)